# Adelaide International II 2023
Adelaide International II 2023 byl společný tenisový turnaj na profesionálních okruzích mužů ATP Tour a žen WTA Tour, hraný v areálu Memorial Drive Tennis Centre na otevřených dvorcích s tvrdým povrchem GreenSet. Dějištěm turnaje se stalo Adelaide, metropole australského svazového státu Jižní Austrálie. Jednalo se o třetí ročník mužského a čtvrtý ročník ženského turnaje konaný 9. až 14. ledna 2023. Adelaidská událost navázala na Adelaide International I 2023 rovněž kategorizovanou do ATP 250 a WTA 500, která se uskutečnila ve stejném areálu o týden dříve.
Mužská polovina dotovaná 642 735 dolary patřila do kategorie ATP Tour 250. Ženská část s rozpočtem 780 637 dolarů se řadila do kategorie WTA 500. Nejvýše nasazenými singlisty se stali osmý hráč světa Andrej Rubljov a po odstoupení členek první světové trojky čtvrtá v pořadí Caroline Garciaová z Francie. Jako poslední přímí účastníci do dvouher nastoupili 22. žena žebříčku, Češka Barbora Krejčíková, a mezi muži americký 63. tenista pořadí Mackenzie McDonald.
V důsledku invaze Ruska na Ukrajinu na konci února 2022 řídící organizace tenisu ATP, WTA a ITF s grandslamy rozhodly, že ruští a běloruští tenisté mohli dále na okruzích startovat, ale do odvolání nikoli pod vlajkami Ruska a Běloruska.
Druhý singlový titul na okruhu ATP Tour vybojoval 25letý Korejec Kwon Sun-u, který se stal osmým vítězem turnaje ATP z pozice šťastného poraženého. Sedmou singlovou trofej si z okruhu WTA Tour odvezla Švýcarka Belinda Bencicová, jež se poprvé od září 2020 vrátila do elitní světové desítky, kterou uzavírala. V mužské čtyřhře zvítězil salvadorsko-nizozemský pár Marcelo Arévalo a Jean-Julien Rojer, který na turnaji vyhrál jen dva zápasy. Ze  semifinále i finále jejich soupeři odstoupili pro zranění. Navázali tak na čtyři společné triumfy z roku 2022. Ženský debl ovládly Brazilka Luisa Stefaniová s Američankou Taylor Townsendovou, které si odvezly premiérovou společnou trofej.

## Rozdělení bodů a finančních odměn

### Rozdělení bodů
| Soutěž       | Soutěž       | vítězové | finalisté | semifinalisté | čtvrtfinalisté | 16 v kole | 32 v kole | Q  | Q2 | Q1 |
| ------------ | ------------ | -------- | --------- | ------------- | -------------- | --------- | --------- | -- | -- | -- |
| dvouhra mužů | [ 2 ] [ 10 ] | 250      | 150       | 90            | 45             | 20        | 0         | 12 | 6  | 0  |
| čtyřhra mužů | [ 11 ]       | 250      | 150       | 90            | 45             | 0         | —         | —  | —  | —  |
| dvouhra žen  | [ 3 ] [ 12 ] | 470      | 305       | 185           | 100            | 55        | 1         | 25 | 13 | 1  |
| čtyřhra žen  | [ 13 ]       | 470      | 305       | 185           | 100            | 1         | —         | —  | —  | —  |

### Finanční odměny
| Soutěž                                | Soutěž       | vítězové  | finalisté | semifinalisté | čtvrtfinalisté | 16 v kole | 32 v kole | Q2      | Q1      |
| ------------------------------------- | ------------ | --------- | --------- | ------------- | -------------- | --------- | --------- | ------- | ------- |
| dvouhra mužů                          | [ 2 ] [ 10 ] | 97 760 $  | 57 025 $  | 33 525 $      | 19 425 $       | 11 280 $  | 6 895 $   | 3 445 $ | 1 880 $ |
| dvouhra žen                           | [ 3 ] [ 12 ] | 120 150 $ | 74 161 $  | 43 323 $      | 20 465 $       | 11 145 $  | 7 500 $   | 5 590 $ | 2 860 $ |
| čtyřhra mužů                          | [ 11 ]       | 33 960 $  | 18 170 $  | 10 660 $      | 5 950 $        | 3 510 $   | —         | —       | —       |
| čtyřhra žen                           | [ 13 ]       | 40 100 $  | 24 300 $  | 13 900 $      | 7 200 $        | 4 350 $   | —         | —       | —       |
| částka ve čtyřhrách je uvedena na pár |              |           |           |               |                |           |           |         |         |

## Dvouhra mužů

### Nasazení
| Stát                         | Hráč                        | ATP | Nasazení |
| ---------------------------- | --------------------------- | --- | -------- |
|                              | Andrej Rubljov              | 8.  | 1.       |
| Španělsko                    | Pablo Carreño Busta         | 13. | 2.       |
|                              | Karen Chačanov              | 20. | 3.       |
| Španělsko                    | Roberto Bautista Agut       | 21. | 4.       |
| Spojené království           | Dan Evans                   | 27. | 5.       |
| Srbsko                       | Miomir Kecmanović           | 29. | 6.       |
| Španělsko                    | Alejandro Davidovich Fokina | 31. | 7.       |
| USA                          | Tommy Paul                  | 8.  | 32.      |
| Žebříček ATP k 2. lednu 2023 |                             |     |          |

### Jiné formy účasti
Následující hráči obdrželi divokou kartu do hlavní soutěže:
- Thanasi Kokkinakis
- Jason Kubler
- Alexei Popyrin

Následující hráč nastoupil pod žebříčkovou ochranou:
- Kyle Edmund

Následující hráči postoupili z kvalifikace:
- Tomás Martín Etcheverry
- Tomáš Macháč
- John Millman
- Mikael Ymer

Následující hráči postoupili z kvalifikace jako šťastní poražení:
- Christopher O'Connell
- Kwon Sun-u

#### Odhlášení
před zahájením turnaje
- Sebastian Korda → nahradil jej   Christopher O'Connell
- Nick Kyrgios → nahradil jej  Kyle Edmund
- Lorenzo Musetti → nahradil jej  Mackenzie McDonald
- Jošihito Nišioka → nahradil jej  Kwon Sun-u

## Mužská čtyřhra

### Nasazení
| Stát                                                                                  | Hráč                 | Stát               | Hráč                   | ATP | Nasazení |
| ------------------------------------------------------------------------------------- | -------------------- | ------------------ | ---------------------- | --- | -------- |
| Nizozemsko                                                                            | Wesley Koolhof       | Spojené království | Neal Skupski           | 2.  | 1.       |
| Salvador                                                                              | Marcelo Arévalo      | Nizozemsko         | Jean-Julien Rojer      | 12. | 2.       |
| Chorvatsko                                                                            | Ivan Dodig           | USA                | Austin Krajicek        | 19. | 3.       |
| Spojené království                                                                    | Lloyd Glasspool      | Finsko             | Harri Heliövaara       | 23. | 4.       |
| Indie                                                                                 | Rohan Bopanna        | Austrálie          | Matthew Ebden          | 45. | 5.       |
| Kolumbie                                                                              | Juan Sebastián Cabal | Kolumbie           | Robert Farah           | 58. | 6.       |
| Brazílie                                                                              | Rafael Matos         | Španělsko          | David Vega Hernández   | 58. | 7.       |
| Mexiko                                                                                | Santiago González    | Francie            | Édouard Roger-Vasselin | 60. | 8.       |
| Žebříček ATP k 2. lednu 2023; číslo je součtem žebříčkového postavení obou členů páru |                      |                    |                        |     |          |

### Jiné formy účasti
Následující páry obdržely divokou kartu do hlavní soutěže:
- Jeremy Beale /  Luke Saville
- Blake Ellis /  Andrew Harris

## Ženská dvouhra

### Nasazení
| Stát                         | Hráčka                 | WTA | Nasazení |
| ---------------------------- | ---------------------- | --- | -------- |
| Polsko                       | Iga Świąteková         | 1.  | 1.       |
| Tunisko                      | Ons Džabúrová          | 2.  | 2.       |
| USA                          | Jessica Pegulaová      | 3.  | 3.       |
| Francie                      | Caroline Garciaová     | 4.  | 4.       |
|                              | Darja Kasatkinová      | 8.  | 5.       |
|                              | Veronika Kuděrmetovová | 9.  | 6.       |
| USA                          | Madison Keysová        | 11. | 7.       |
| Švýcarsko                    | Belinda Bencicová      | 12. | 8.       |
| Španělsko                    | Paula Badosová         | 13. | 9.       |
| USA                          | Danielle Collinsová    | 14. | 10.      |
| Brazílie                     | Beatriz Haddad Maiová  | 15. | 11.      |
| Česko                        | Petra Kvitová          | 16. | 12.      |
| Žebříček WTA k 2. lednu 2023 |                        |     |          |

### Jiné formy účasti
Následující hráčky obdržely divokou kartu do hlavní soutěže
- Viktoria Azarenková
- Jaimee Fourlisová
- Storm Hunterová
- Garbiñe Muguruzaová

Následující hráčka nastoupí pod žebříčkovou ochranou:
- Anastasija Pavljučenkovová (21. SR)[4]

Následující hráčka obdržela zvláštní výjimku:
- Irina-Camelia Beguová

Následující hráčky postoupily z kvalifikace:
- Sorana Cîrsteaová
- Anna Kalinská
- Karolína Plíšková
- Kateřina Siniaková
- Jil Teichmannová
- Čeng Čchin-wen

Následující hráči postoupily z kvalifikace jako šťastné poražené:
- Amanda Anisimovová
- Kaia Kanepiová
- Anastasija Potapovová
- Alison Riskeová-Amritrajová
- Shelby Rogersová

#### Odhlášení
před zahájením turnaje
- Irina-Camelia Beguová → nahradila ji  Kaia Kanepiová
- Ons Džabúrová → nahradila ji  Shelby Rogersová
- Madison Keysová → nahradila ji  Alison Riskeová-Amritrajová
- Jessica Pegulaová → nahradila ji  Amanda Anisimovová
- Iga Świąteková → nahradila ji   Anastasija Potapovová

## Ženská čtyřhra

### Nasazení
| Stát                                                                                  | Hráčka              | Stát     | Hráčka             | WTA | Nasazení |
| ------------------------------------------------------------------------------------- | ------------------- | -------- | ------------------ | --- | -------- |
| USA                                                                                   | Coco Gauffová       | USA      | Jessica Pegulaová  | 10. | 1.       |
| Austrálie                                                                             | Storm Hunterová     | Česko    | Barbora Krejčíková | 13. | 2.       |
| Kanada                                                                                | Gabriela Dabrowská  | Mexiko   | Giuliana Olmosová  | 15. | 3.       |
| Ukrajina                                                                              | Ljudmyla Kičenoková | Lotyšsko | Jeļena Ostapenková | 23. | 4.       |
| Žebříček WTA k 2. lednu 2023; číslo je součtem žebříčkového postavení obou členů páru |                     |          |                    |     |          |

### Jiné formy účasti
Následující pár obdržel divokou kartu do hlavní soutěže:
- Alana Parnabyová /  Olivia Tjandramuliová

#### Odhlášení
před zahájením turnaje
- Coco Gauffová /  Jessica Pegulaová
- Caty McNallyová /  Luisa Stefaniová → nahradily je  Luisa Stefaniová /  Taylor Townsendová

## Přehled finále

### Mužská dvouhra
- Kwon Sun-u vs.  Roberto Bautista Agut, 6–4, 3–6, 7–6(7–4)

### Ženská dvouhra
- Belinda Bencicová vs.   Darja Kasatkinová, 6–0, 6–2

### Mužská čtyřhra
- Marcelo Arévalo /  Jean-Julien Rojer vs.  Ivan Dodig /  Austin Krajicek, bez boje

### Ženská čtyřhra
- Luisa Stefaniová /  Taylor Townsendová vs.   Anastasija Pavljučenkovová /  Jelena Rybakinová, 7–5, 7–6(7–3)